# Mohammed Karim Lamrani
Mohammed Karim El Amrani in arabo  محمد كريم العمراني  (Fès, 1º maggio 1919 – Casablanca, 19 settembre 2018) è stato un politico marocchino, Primo ministro del Marocco in tre occasioni (dall'agosto 1971 al novembre 1972, dal novembre 1983 al settembre 1986 e dall'agosto 1992 al maggio 1994).